# Leopold Pilichowski
Leopold (Lejb) Pilichowski, né le 23 mars 1869 à Piła (Pologne) et décédé le 28 juillet 1934 à Londres (Grande-Bretagne), est un peintre réaliste juif polonais de la fin du XIXe et du début du XXe, actif pendant les dernières années du partage de la Pologne. Il est connu pour ses descriptions sociologiques et psychologiques des peintures hébraïques et leurs personnages typiques. 
En 1914, il émigre en Angleterre. Il est alors nommé président de l'Association des Juifs polonais à Londres, et de 1926 jusqu'à sa mort, il est aussi président de la Ben Uri Art Society. Ses œuvres se trouvent dans les collections permanentes du Musée national de Cracovie, du Musée national de Varsovie et au Manufaktura,. D'autres œuvres, dont le célèbre tableau Sukkot, sont exposées au Musée juif de New York.   

## Biographie
Leopold Pilichowski naît à Piła (dans la voïvodie de Łódź, près de Sieradz au centre de la Pologne (certaines sources le disent né dans le village de Zadzim),) le 23 mars 1869. Il est le fils de Szaja, un épicier juif et reçoit sa première éducation juive dans son village de naissance. Il commence son éducation artistique avec le peintre Szmul (Samuel) Hirszenberg, un parent, dans la grande ville voisine de Łódź et se lie d'amitiés avec David Frischmann. Il poursuit ses études artistiques à Varsovie avec le professeur Wojciech Gerson, puis à l'Académie des beaux-arts de Munich, puis à l'Académie Julian (à Paris). Pendant son séjour à Paris, il peint des portraits, des scènes de la vie parisienne et des fêtes nocturnes. En 1891, il expose à Paris, une de ses toiles intitulée Pierwsze jesienne liście (Premières feuilles de l'automne) et en 1894, il expose pour la première fois en solo à Łódź.

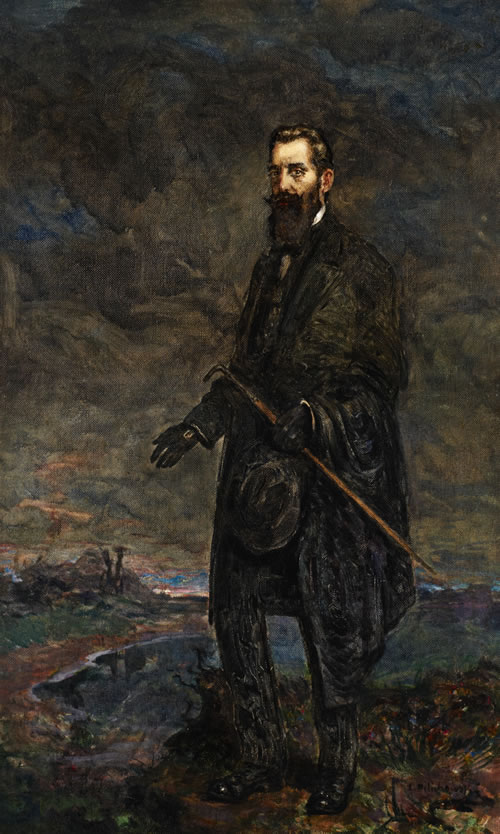
Theodor Herzl par Pilichowski

Il s'installe à Łódź en janvier 1894, rue Spacerowa (allée T. Kościuszko) et commence à produire ses premières peintures poignantes sur la vie juive dans un environnement industriel. En particulier Robotnik—farbiarz wełny (un teinturier de laine juif) vers 1895, actuellement au Musée national de Varsovie, ou le Dolce far niente aussi de 1895, reproduisent la pauvreté des Juifs dans cette ville. Il fait le portrait de marchands ambulants, de migrants, de travailleurs épuisés sur le quai des gares et de personnes en deuil plein de dignité lors de funérailles. Ce style de peinture représentant la misère et la douleur va culminer dans l'œuvre de Pilichowski avec sa Pietà, représentant un Juif assis par terre, près du corps enveloppé d'une victime de pogrom. Il dépeint aussi des Juifs en prière lors de rassemblements, de réjouissances ou pendant les grandes fêtes juives. 
Il se rend à Paris en 1904 avec sa femme et ses jeunes enfants et s'y installe jusqu'en 1914. Vers 1908, Pilichowski devient un sioniste actif et se lance dans le portrait des grands leaders sionistes tels que Max Nordau, Nahum Sokolow, Ahad Ha'Am ou Haïm Nahman Bialik. Son portrait le plus fameux représente Theodor Herzl, debout au sommet d'une montagne, comme s'il contemplait la Terre promise.  
Pendant son séjour à Paris, des troubles éclatent à Łódź qui vont se transformer en pogrom. Le journal l'Illustration raconte les faits et reproduit des peintures de Pilichowski, qui avaient été exposées à Paris et qui montrent la misère des Juifs de Łódź:
« Il y a quinze jours, tout le monde, en France, ignorait, ou à peu près, l'existence de la ville de Lodz, en Pologne. Les villes heureuses n'ont pas d'histoire!....

Croupissant dans une misère noire, inquiétés, d'autre part, à cause de leur religion, par l'autorité, les juifs de Lodz s'efforcèrent de quitter cet enfer. Le « sionisme » en fournit à nombre d'entre eux le moyen. Ils émigrèrent en masse en Amérique. Le socialisme s'en mêla, remua les ouvriers non israélites et aussi maltraités, au point de vue du gain, que les juifs. La population ouvrière de Lodz tout entière fermenta : on sait quel a été, ces jours derniers, le résultat de ce lamentable état de choses.

Une première bagarre eut lieu, le 18, entre ces miséreux et la police. Il y eut de nombreuses victimes. Une question confessionnelle s'étant élevée au sujet des funérailles, les socialistes s'unirent résolument aux juifs. Le 20, 70 000 manifestants se heurtaient à la police. On éleva des barricades. Il y eut, dans les rues, de véritables batailles rangées. La police et la troupe furent sans pitié. Pendant plusieurs jours, ce furent d'indescriptibles boucheries.

Nous avons eu la bonne fortune de découvrir, à Paris, un peintre qui nous apporte sur la vie populaire dans cette malheureuse ville, des documents d'un haut intérêt et d'un réalisme très sincère. C'est M. Léopold Pilichowski, un exposant fidèle de nos Salons. Fils d'un humble cultivateur des environs de Lodz, M. Pilichowski a connu, au début de la vie, toutes les misères des pauvres, et c'est à force d'énergie et de persévérance qu'il parvint à poursuivre ses études artistiques, à Munich, puis à Paris. Maître de son art, il a consacré le meilleur de son talent à représenter les scènes de la vie juive à Lodz et dans la région, son pays natal. Ses modèles favoris ont été ses coreligionnaires infortunés, et l'on peut penser qu'il a mis à les peindre le meilleur de lui-même. Nous connaissons admirablement, par lui, les types de ces pauvres diables que, depuis une huitaine, on fusille en masse dans les rues de la grande ville polonaise. »

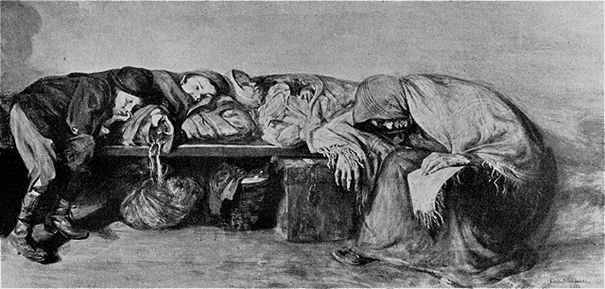
Peinture de Pilichowski : des Juifs de Łódź se reposant  sur un banc de gare.
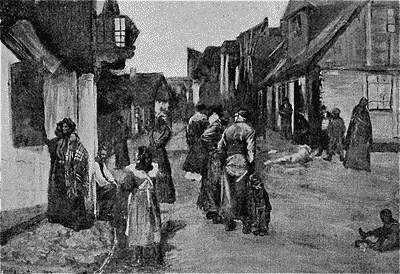
Peinture de Pilichowski : rue du quartier juif de Łódź
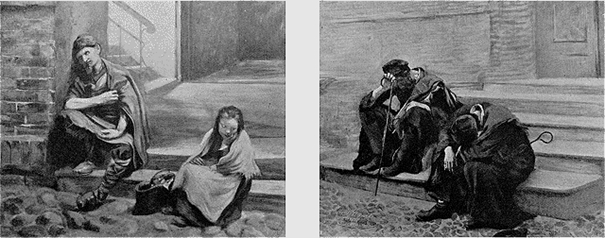
Peinture de Pilichowski : des pauvres Juifs de Łódź, morts de fatigue.

En 1914, il part pour Londres où il va habiter jusqu'à sa mort en 1933. Il visite la Palestine mandataire en 1925 et produit une peinture monumentale avec les portraits de 120 personnages, dont lui-même, pour l'inauguration de l'Université hébraïque de Jérusalem. De retour à Londres, il peint aussi les Juifs pauvres de Whitechapel. 
En Pologne, il épouse Lena Pilichowski, avec qui il aura quatre enfants pendant son séjour en France. Il meurt à Londres soit en 1933 selon certains, mais plus vraisemblablement en 1934. 
Bien qu'installé à Londres, Pilichowski n'a jamais rompu avec sa patrie de naissance. Il expose ses œuvres à Cracovie en 1905, à Varsovie en 1906, 1909, 1916, 1927, 1928 et 1931, à Łódź en 1911 et à Lwow en 1927.

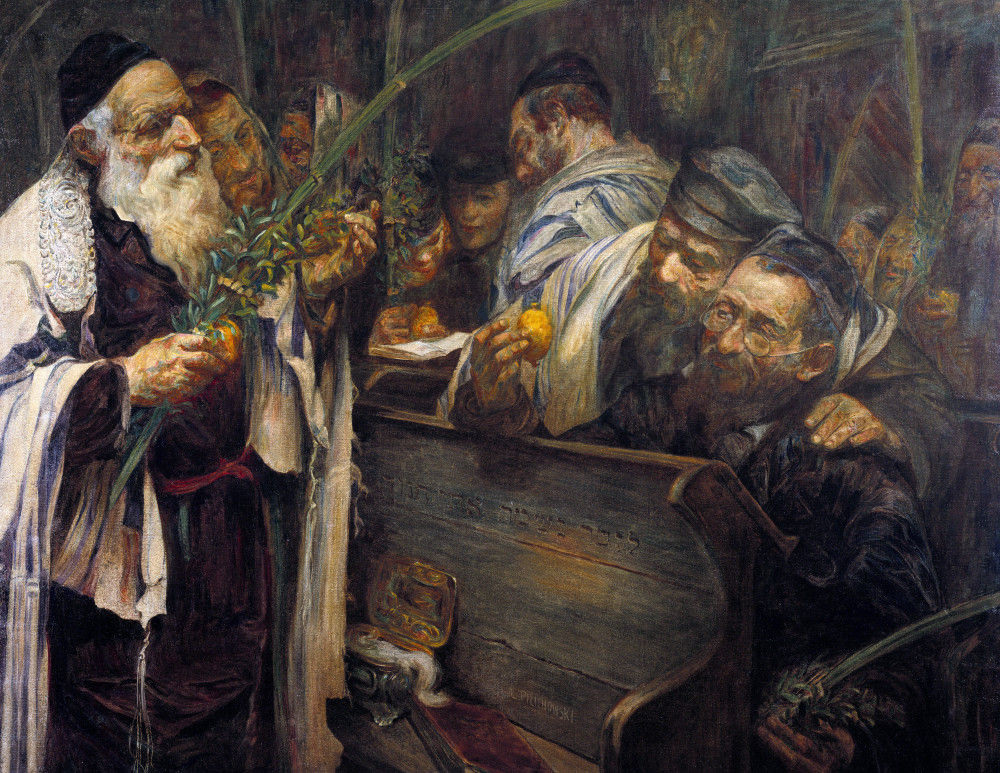
Pilichowski : la fête de Souccot

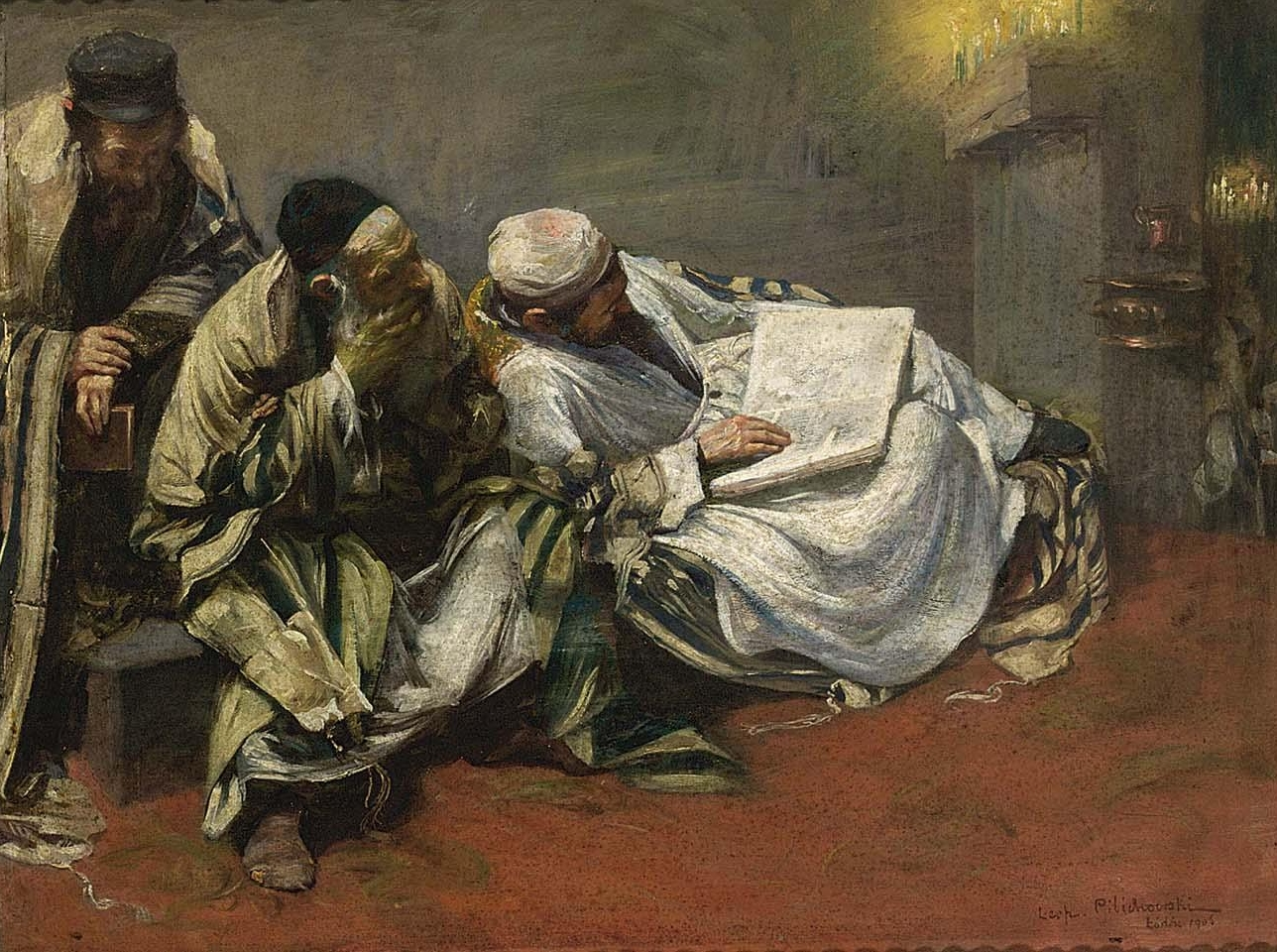
Pilichowski : la fête de Yom Kippour